# Max Taubert

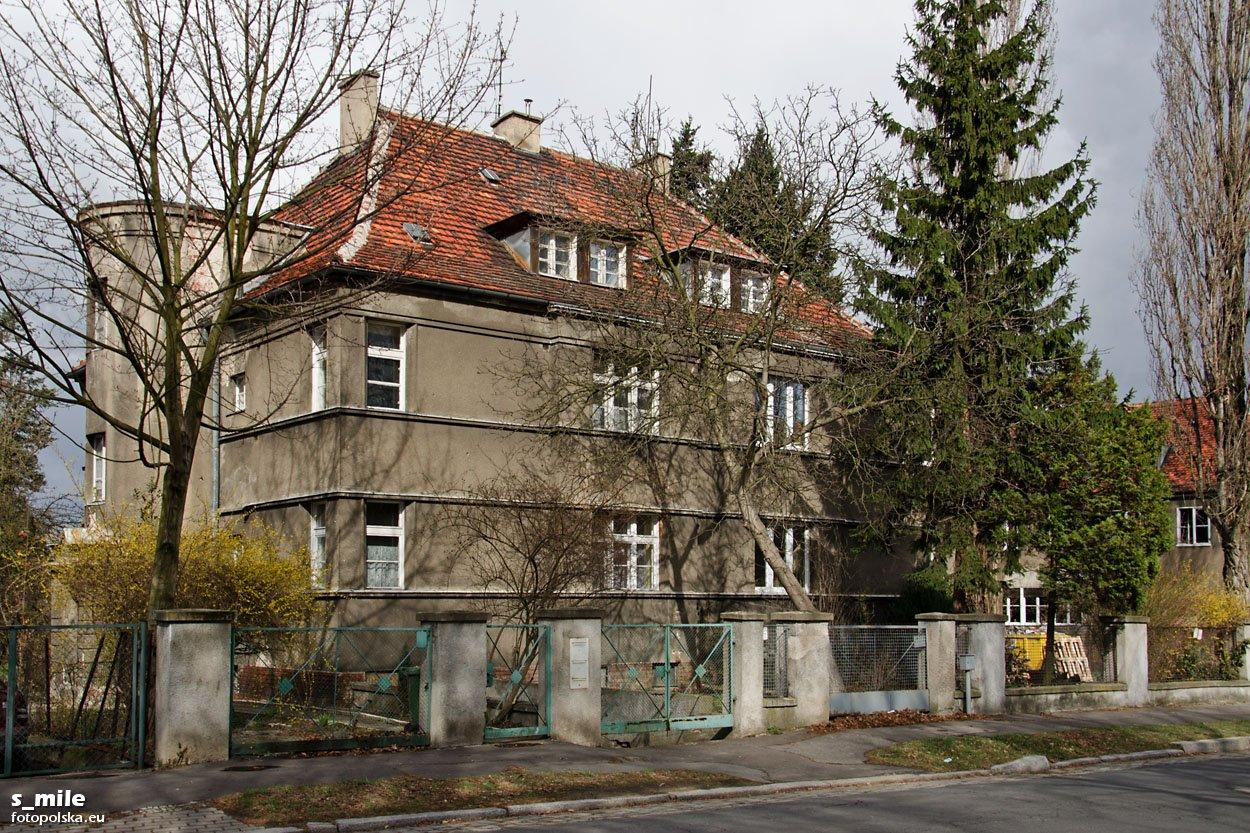
Willa na ulicy Karłowicza 42-44 we Wrocławiu

Max Taubert – niemiecki architekt modernistyczny tworzący w okresie międzywojennym we Wrocławiu.

## Życiorys
Należał do grona wrocławskich architektów lat dwudziestych najczęściej stosujących w swojej twórczości styl architektury Neues Bauen. Był absolwentem Państwowej Akademii Sztuki i Rzemiosła Artystycznego we Wrocławiu, gdzie studiował w klasie Adolfa Radinga. Był członkiem Niemieckiego Związku Architektów. Najbardziej znanym jego dziełem jest wybudowana w roku 1929 siedziba Towarzystwa Popierania Życia Zgodnego z Naturą (niem. Verein für Naturgemäße Lebens- und Heilweise) przy dzisiejszej ulicy Wojciecha z Brudzewa na osiedlu Zacisze we Wrocławiu. Tworząc ten obiekt nadał mu kształty inspirowane architekturą okrętów, co zdradzało wpływy jego profesorów z wrocławskiej akademii, zwolenników architektury organicznej: Adolfa Radinga i Hansa Scharouna. Równie duże piętno odcisnęła też na nim ekspresjonistyczna twórczość Ericha Mendelsohna.
We Wrocławiu projektował głównie domy jednorodzinne, m.in.:
- willa Carla Poguntke przy ul. Olszewskiego 15 z roku 1921 (niezachowana)
- willa Georga Michalika przy ul. Czarnoleskiej 2 z roku 1927
- kamienice przy ul. Kłośnej 11-13 z roku 1927
- dom dwurodzinny przy ul. Karłowicza 42-44 w roku 1927, w którym później mieszkał Richard Konwiarz
- dom parafialny ewangelickiego kościoła św. Elżbiety w roku 1929 (po powojennych przebudowach obiekt jest siedzibą Teatru Współczesnego)
- willa Waltera Krowarza przy ul. Bora-Komorowskiego 5 z roku 1930 (niezachowana)
- willa przy ul. Moniuszki 37 z roku 1931
- willa Paula Gatterta przy al. Boya-Żeleńskiego 23-25 z roku 1935 (niezachowana)

Jako członek B.D.A. uczestniczył w konkursach architektonicznych na terenie Niemiec. Dwukrotnie jego prace zdobywały pierwszą nagrodę. W roku 1929 wygrał konkurs na budowę hali na terenach wystawowych, która miała powstać obok Pawilonu Czterech Kopuł, a w roku 1935 konkurs na halę widowiskową w Bytomiu. Jednak oba projekty nie zostały zrealizowane.

## Literatura
- Konstanze Beelitz, Niclas Förster: Breslau/Wrocław. Przewodnik po architekturze modernistycznej. Wrocław: Via Nova, 2006. Brak numerów stron w książce
- Encyklopedia Wrocławia. Wrocław: Wydawnictwo Dolnośląskie, 2006, s. 897.
- Rafał Eysymontt, Jerzy Ilkosz, Agnieszka Tomaszewicz, Jadwiga Urbanik (red.): Leksykon architektury Wrocławia. Wrocław: Via Nova, 2011. Brak numerów stron w książce